# Красник (потік)
Красник (пол. Krasnik) — гірський потік в Україні, у Верховинському районі Івано-Франківської області на Гуцульщині. Лівий доплив Чорного Черемошу, (басейн Дунаю).

## Опис
Довжина потоку приблизно 4,46 км, найкоротша відстань між витоком і гирлом — 3,87 км, коефіцієнт звивистості потоку — 1,15. Формується багатьма безіменними гірськими струмками. Потік тече у гірському масиві Покутсько-Буковинських Карпатах (зовнішня смуга Українських Карпат).

## Розташування
Бере початок на східних схилах гори Костриця (1512,1 м). Тече переважно на південний схід через село Красник і на висоті 656 м над рівнем моря впадає у річку Чорний Черемош, ліву притоку Черемошу.